# カエラーノ・ディ・サン・マルコ
カエラーノ・ディ・サン・マルコ（伊: Caerano di San Marco）は、イタリア共和国ヴェネト州トレヴィーゾ県にある、人口約7,800人の基礎自治体（コムーネ）。

## 地理

### 位置・広がり
トレヴィーゾ県西部に位置するコムーネ。

#### 隣接コムーネ
- アルティーヴォレ
- コルヌーダ
- マゼール
- モンテベッルーナ

### 気候分類・地震分類
気候分類では、zona E, 2427 GGに分類される。
また、イタリアの地震リスク階級 (it) では、zona 2 (sismicità media) に分類される。

## 姉妹都市
- Boissise-le-Roi、フランス 2002年